# Juan Fernández Rodríguez García del Busto
Juan Fernández Rodríguez García del Busto (1916 - 30 de julio de 2011) fue un médico y político español que ostentó el cargo de Alcalde de Sevilla en el periodo comprendido entre noviembre de 1969 y mayo de 1975, obtuvo este cargo por designación directa durante la dictadura del general Francisco Franco, siendo su principal valedor el Almirante Carrero Blanco que realizaba frecuentes visitas a Sevilla por motivos familiares.
Una de las acciones más importantes que se realizó durante su mandato, fue el traslado en 1973 de la Feria de Abril desde su emplazamiento habitual en el Prado de San Sebastián a su ubicación actual en el barrio de Los Remedios, también fue el artífice de la creación del Trofeo Ciudad de Sevilla en el que participaban de forma habitual el Real Betis Balompié y el Sevilla F. C.. Durante su periodo de gestión se llevó a cabo la popularmente conocida como marea negra - asfaltado de 1500 calles -, la creación del Parque de los Príncipes (Sevilla), el inicio de las obras del Metro de Sevilla, la inauguración de la barriada de Parque Alcosa situada próxima al Aeropuerto y el cierre del mercado situado en la Plaza de la Encarnación en 1973, en cuyo espacio se construyó mucho después un nuevo mercado y la estructura conocida com Metropol Parasol de la Encarnación inaugurado en 2011 por Alfredo Sánchez Monteseirín. Sin embargo a lo largo de su mandato se destruyeron algunos edificios de interés histórico, aunque salvó otros de la piqueta, como la fachada del Coliseo España situado en la Avenida de la Constitución (Sevilla).
En mayo de 1975 y de forma inesperada, presentó la dimisión de su cargo, siendo sustituido durante un corto periodo de tiempo por el también médico Rafael Ariza Jiménez que en ese mismo año dejó el sillón de la alcaldía en beneficio de Fernando de Parias Merry que lo ocupó hasta 1977.
Muy relacionado con la Semana Santa de Sevilla, fue durante 24 años Hermano Mayor de la Hermandad de Pasión (Sevilla), de la que fue nombrado Hermano Mayor Honorario. En su vida profesional ejerció la especialidad de endocrinología. En su honor una calle de la ciudad está rotulada como Alcalde Juan Fernández.